# الممالك الثمانية عشر

## بداية
بعد وفاة الإمبراطور الأول "تشين شي هوانج"، في سنة 210ق.م  إنقسمت البلاد بسبب عدم كفاءة إدارة الإمبراطور الثاني تشين إير شي، وبعد معركة جولو، تم إعدام جميع العائلة الحاكمة بمن فيهم الإمبراطور تشين سان شي، وتم تقسيم البلاد إلى ثمانية عشر دولة.

## الأراضي
|  | - تشو الغربية بقيادة شيانغ يو - تسيطر على جيانغسو وشمال انهوي وشمال تشجيانغ و شرق وجنوب خنان - مملكة هان بقيادة ليو بانغ - تحتل سيتشوان و تشونغتشينغ وجنوب شنشي - ساي بقيادة سيما شين - تحتل شمال شرق شنشي - ولاية تساي بقيادة دونغ يي - تحتل شمال شنشي - يونغ بقيادة تشانغ هان - تحتل وسط شنشي و قانسو - هينغشان بقيادة ووروي - تحتل شرق هوبي و جيانغشي - هان بقيادة هان تشنغ - تحتل جنوب غرب خنان - داي بقيادة تشاو شيه - تحتل شمال شانشي وشمال غرب خبي - خنان بقيادة تشي يانغ - في شمال غرب خنان - تشانغشان بقيادة جانغ إيه - في وسط خبي - يين بقيادة سيما انغ - في شمال خنان و جنوب خبي - واي بقيادة وي باو - في جنوب شانشي - جيو جيانغ بقيادة تشنغ بو - في وسط انوهي الجنوبية - دولة شيجانغ بقيادة غونغ أو - تسيطر على هوبي الغربية وشمال هونان - ولاية ياودونغ بقيادة دان غوانغ - تسيطر على جنوب لياونينغ - ولاية تشي بقيادة تيان دو - تسيطر على غرب ووسط شاندونغ - ولاية جياودونغ بقيادة تيان فو - تسيطر على شمال شاندونغ |
|  | --- |

|  | - ولاية خبي بقيادة تيان أن - تسيطر على شمال شاندونغ |
|  | --------------------------------------------------- |

## النهاية
إندلع تمرد في تشي فورا ضد سلطة تشو الغربية الأسمية،وبعد ذلك غزا تيان دو ولاية جياودونغ وخبي ووحد أراضي يان القديمة،وقام شيانغ يو (جنرال تشو) بقتل الإمبراطور يي من تشو (الملك هواي الثاني سابقا) وغزا هان الثانية، بينما دخل ليوبانغ العاصمة شيانيانغ وإحتل ساي و يونغ و تساي التي كانت تعرف باسم «تشين الثلاثة» وهي أراضي ولاية تشين قبل تشين شي هوانج وحروب تشين للتوحيد.

## تناقض شو-هان
بعد تحركات ليوبانغ وشيانغ يو الأخيرة، بدأ نزاع تشو وهان الذي استمر 5 سنوات خرج منها ليو بانغ منتصرا ليوحد البلاد ويعلن نفسه حرفيا الإمبراطور غاوزو ويؤسس سلالة هان الحاكمة.